# Konstantin II. (Gegenpapst)
Konstantin II. (* Nepi, Latium; † nach 769 im Kloster Cella Nova) wurde als Laie durch seinen Bruder, den Herzog Toto von Nepi, kurz nach dem Tod Papst Pauls I. gewaltsam, wahrscheinlich am 5. Juli 767, eingesetzt.
Konstantin II. wird als Gegenpapst (pseudopapa, antipapa) geführt, obwohl dies in seinem Fall eigentlich nicht zutrifft: Als Gegenpapst wird bezeichnet, wer zu Lebzeiten eines bereits kanonisch gewählten und nicht zurückgetretenen Papstes aufgestellt wurde. Bei Konstantins Erhebung zum Papst war der Amtsvorgänger Paul I. jedoch bereits gestorben, der Heilige Stuhl also unbesetzt. Zutreffend ist dies hingegen bei Philipp, der 768 von den Langobarden als Gegenpapst – zu Konstantin II. – eingesetzt wurde.
Der Primicerius Christophorus, Anführer der frankenfreundlichen Partei in Rom und der Opposition gegen Konstantin II., ließ diesen mit langobardischer Hilfe Mitte 768 festsetzen. Der von ihm aufgestellte Gegenpapst Philipp konnte sich aber nur kurz im Amt halten; bereits nach wenigen Tagen wurde er von den Anhängern Konstantins vertrieben. In einer von Christophorus für den 1. August 768 organisierten kanonischen Wahl, an der auch große Teile der römischen Bürgerschaft teilnahmen, wurde der Kirchenbeamte Stephan, der bereits unter Stephan II. und Paul I. hohe Posten begleitet hatte, zum neuen Papst gewählt.
In den folgenden Tagen wurden Konstantin II. und seine Gefolgsleute von Stephans Anhängern verfolgt und zum Teil schwer misshandelt; Konstantin selbst wurde, mit schweren Gewichten behangen, auf einem Pferd durch die Stadt getrieben und anschließend im Kloster San Saba inhaftiert. Am 6. August wurde er offiziell seines Amtes enthoben. Nachdem es unter seinen Anhängern zu einer Revolte gegen Stephan III. gekommen war, wurde Konstantin geblendet und in die Straßen Roms geworfen, wo ihm niemand zur Hilfe kommen durfte. Tags darauf wurde er wieder im Kloster inhaftiert.
Am 12. April 769 eröffnete Stefan ein vorwiegend von fränkischen Bischöfen besuchtes Laterankonzil, das sich unter anderem mit der aus ihrer Sicht unrechtmäßigen Ernennung Konstantins zum Papst beschäftigte. Konstantin gab an, die Erhebung sei gegen seinen Willen geschehen; es sei jedoch jemand nötig gewesen, um die durch den Tod von Paul I. aufgetretenen Probleme lösen zu können. Am nächsten Tag widerrief er jedoch sein Geständnis, da die Vorgänge bei vorherigen Papstwahlen aus seiner Sicht nicht viel anders gewesen seien. Dabei berief er sich namentlich auf seine Vorgänger Sergius I. und Stephan II., die wie er von der Synode als Laien hätten eingestuft werden müssen. Von dieser Argumentation erzürnt, bestätigte das Konzil nicht nur Konstantins Absetzung und exkommunizierte ihn, sondern ordnete auch an, dass man ihm die Zunge herausreißen solle. Seine Aufzeichnungen und Erlasse wurden vor der versammelten Synode verbrannt. Anschließend wurde Konstantin wieder ins Kloster gesteckt; seine Spur verliert sich hier.